# Гірські ліси Альбертінського рифту
Гірські ліси Альбертінського рифту (ідентифікатор WWF: AT0101) — афротропічний екорегіон тропічних та субтропічних вологих широколистяних лісів, розташований в регіоні Африканських Великих озер на сході Центральної Африки. Він є центральною частиною Афромонтанського архіпелагу і вирізняється найвищим фауністичним різноманіттям в Африці.

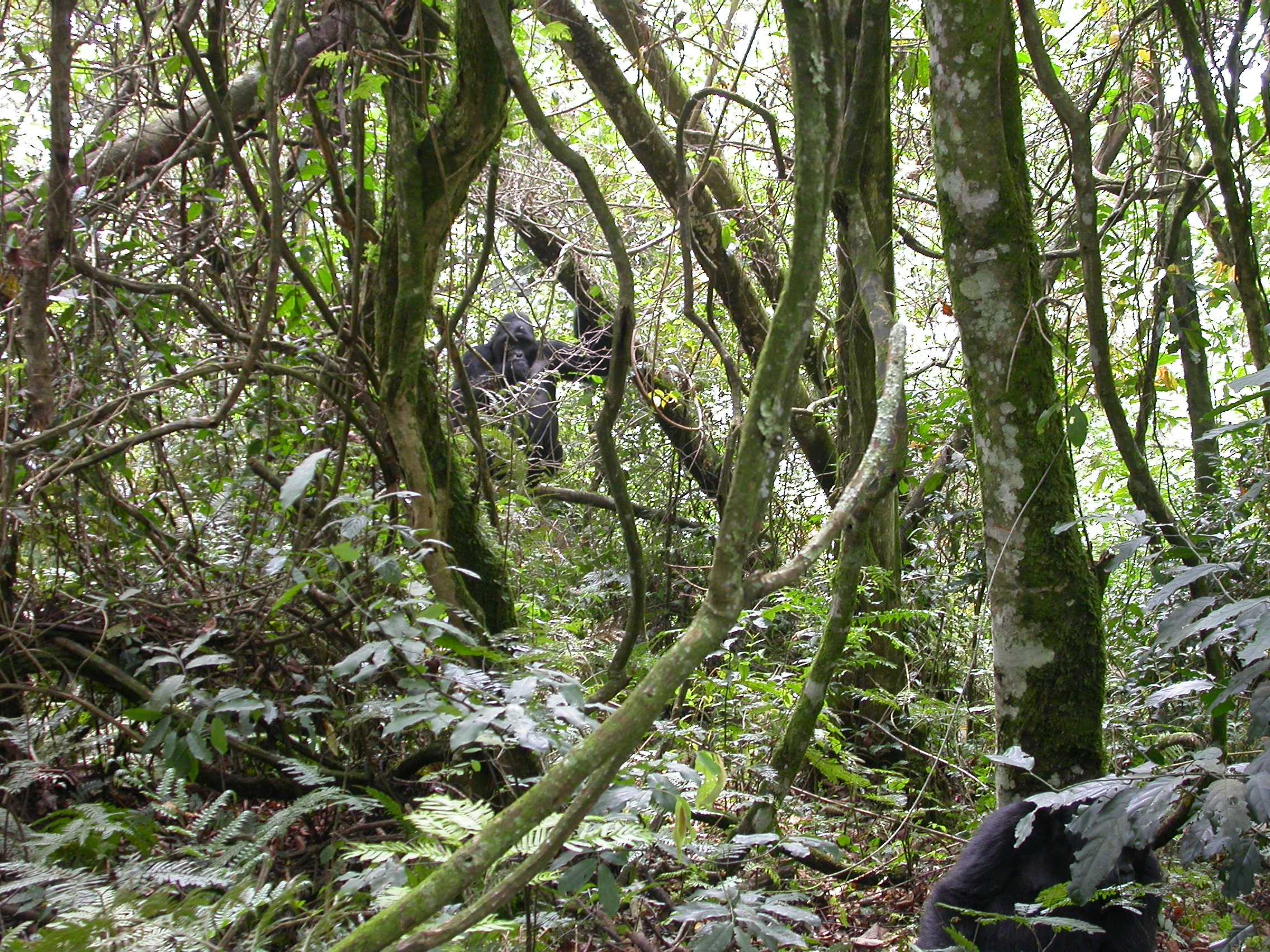
Гірські горили в лісі Бвінді

## Географія
Екорегіон гірських лісів Альбертінського рифту охоплює гори Альбертінського рифту, західної частини Східно-Африканського рифту, розташованої на сході Демократичної Республіки Конго, в Уганді, Руанді, Бурунді та за заході Танзанії. Зокрема, екорегіон охоплює території плато Ленду, гір Рувензорі, Вірунґи, Ітомбве та Марунгу.
Гори екорегіону сформувалися внаслідок тектонічних рухів, пов'язаних з розділенням Африканської та Сомалійської літосферних плит. Інтенсивні рухи земної кори та рифтогенез супроводжувалися вулканічною активністю та формуванням тектонічних озер — Альберта, Едуарда, Ківу та Танганьїки. З геологічної точки зору гори екорегіону сформовані піднятими докембрійськими породами фундаменту та молодими вулканічними породами.
На найвищих вершинах гір Рувензорі та Вірунґа, на висоті понад 3500 м над рівнем моря, екорегіон переходить у гірські вересові пустища Рувензорі та Вірунґи. Однак найвища вершина Бурунді, гора Хеха висотою 2684 м, розташована в цьому екорегіоні.

## Клімат
Складний рельєф Альбертінського рифту зумовив різноманіття типів клімату. Хоча рифт розташований у центрі тропічної Африки, високогір'я регіону мають переважно помірний клімат. Середньорічна кількість опадів коливається від 1200 до 2200 мм, хоча на західних схилах Рувензорі вона може досягати 3000 мм.

## Флора і фауна
Гірські ліси Альбертінського рифту є одним з найбагатших регіонів Африки з точки зору флористичного біорізноманіття, однак також одним з найменш досліджених. Основними лісовими угрупованнями екорегіону є вологі тропічні широколистяні ліси. Флора регіону переважно представлена рослинами з родин Молочайні (Euphorbiaceae), Маренові (Rubiaceae) та Мелієві (Meliaceae). За оцінками, в екорегіоні зустрічається 1000-1200 ендемічних видів рослин, що приблизно дорівнює кількості ендеміків, зареєстрованих в лісах Східної Дуги та лісах Камерунського нагір'я.
Багата фауна регіону вирізняється високим рівнем ендемізму. Характерними представниками фауни екорегіону є ендемічні гірські горили (Gorilla beringei beringei), які перебувають під загрозою зникнення. За оцінками 2018 року популяція цих приматів нараховувала близько 1000 особин. Серед інших поширених в регіоні мавп слід відзначити совоголових мавп (Cercopithecus hamlyni), гірських мартишок (Allochrocebus lhoesti) та східних шимпанзе (Pan troglodytes schweinfurthii). Близько 25 видів ссавців є ендеміками регіону, зокрема 10 видів землерийок та 12 видів гризунів. Ще близько 11 видів є майже ендемічними. Серед ендемічних ссавців регіону слід відзначити рувензорійських видрових землерийок (Micropotamogale ruwenzorii).
Близько 30 видів птахів є ендеміками екорегіону, і близько 16 видів є майже ендемічними. Серед поширених в екорегіоні птахів слід відзначити тектоніків (Graueria vittata), лендуйських мухоловок (Muscicapa lendu), рувензорських золотокосів (Cossypha archeri), королівських марік (Cinnyris regius), гребінчастих турако (Ruwenzorornis johnstoni) та рифтових сичиків-горобців (Glaucidium albertinum).
Близько 32 видів амфібій є ендеміками регіону, і ще близько 7 видів є майже ендемічними. Серед ендеміків регіону слід відзначити лендуйську шпоркову жабу (Xenopus lenduensis). У порівнянні з іншими групами хребетних, кількість ендемічних плазунів є невеликою і становить 11 видів, зокрема 4 види хамелеонів та 4 види сцинків з роду Leptosiaphos. Однак, враховуючи дуже високі показники ендемізму в інших групах хребетних, низька кількість ендемічних плазунів може відображати недостатню дослідженість екорегіону. Відомо, що в екорегіоні зустрічається 117 ендемічних видів метеликів.

## Збереження
На більшій частині екорегіону, особливо в Руанді та Бурунді, густота сільського населення є однією з найвищих в Африці, і подекуди становить 1000 осіб/км². Найбільшою загрозою для екорегіону є вирубка та фрагментація лісів з метою ведення сільського господарства. Полювання на диких тварин, особливо на буйволів, дуїкерів і свиней, також є значною загрозою. Іншими загрозами є заготівля дрів, виробництво деревного вугілля, інтродукція екзотичних видів та спричинені людьми пожежі.
Оцінка 2017 року показала, що 18 823 км², або 13 % екорегіону, є заповідними територіями. Природоохоронні території включають:
- Природний заповідник лісу Бурурі[en], Бурунді
- Національний парк Непрохідного лісу Бвінді[en], Уганда
- Національний парк Гішваті-Мукура[en], Руанда
- Національний парк Кагузі-Бієґа, Демократична Республіка Конго
- Природний заповідник Казінга, Уганда
- Національний парк Кібале, Уганда
- Національний парк Кібіра, Бурунді
- Природний заповідник приматів Кісімба-Ікобо, Демократична Республіка Конго
- Природний заповідник К'ямбура, Уганда
- Національний парк гір Махале, Танзанія
- Національний парк горил Мгахінга, Уганда
- Природний заповідник лісу Монге, Бурунді
- Національний парк Ньюнгве, Руанда
- Національний парк Русізі, Бурунді
- Національний парк гір Рувензорі, Уганда
- Національний парк королеви Єлизавети, Уганда
- Національний парк Семулікі, Уганда
- Природний заповідник Тайна, Демократична Республіка Конго
- Семліцький заповідник, Уганда
- Національний парк Вірунґа, Демократична Республіка Конго
- Національний парк Бірунга, Руанда